# Woodia
Woodia là chi thực vật có hoa trong họ Apocynaceae.
Chi này phân bố tại miền nam châu Phi.

## Các loài
- Woodia mucronata (Thunb.) N.E.Br., 1907
- Woodia singularis N.E.Br., 1907
- Woodia verruculosa Schltr., 1894